# Jamais vu
Il jamais vu (in francese "mai visto") è il contrario di déjà vu, ovvero consiste nell'incapacità di riconoscere una persona o una situazione familiare. È un fenomeno normale e provato da almeno il 50% della popolazione se si presenta occasionalmente, nel caso in cui si presenti cronicamente e conduca a un disagio (ansia, paura o panico) e menomazione significativa è consigliabile parlarne con uno psicoterapeuta o in alternativa uno psicologo clinico o uno psichiatra.
In psicotraumatologia può essere descritto  come una forma di estraniamento da persone o luoghi al soggetto familiari ma che risultano estranei. Questo fenomeno  rientra fra i sintomi dissociativi di detachment, più precisamente di derealizzazione.
Questo fenomeno è di riscontro possibile nelle crisi epilettiche di vario tipo.